# Гямеенлінна
Гя́меенлі́нна (фін. Hämeenlinna, або Тавастехус від швед. Tavastehus) — місто і муніципалітет в Фінляндії в провінції Канта-Гяме, губернія Південна Фінляндія. Є адміністративним центром губернії і субпровінції Гямеенлінна. Розташований на березі озера Ванаявесі. Площа муніципалітету — 185,1 км², з яких 19,1 км² припадає на це озеро.
Згідно з рішенням Державної Ради 1 січня 2009 року до муніципалітету були приєднані Хаухо, Калвола, Ламмі, Ренко і Туулос.

## Історія
Місто спочатку виникло як поселення біля замку, побудованого шведами в кінці XIII століття. Це поселення отримало статус міста в 1639 році за пропозицією генерал-губернатора Пера Браге.
Гямеенлінна є батьківщиною композитора Яна Сібеліуса. Багато видатних фінів були випускниками навчальних закладів цього міста.
У 1862 році Гямеенлінна було сполучено з Гельсінкі залізницею. Це була перша залізниця прокладена у Фінляндії.
З цього міста походить популярна фолк-метал група Turisas.

## Населення

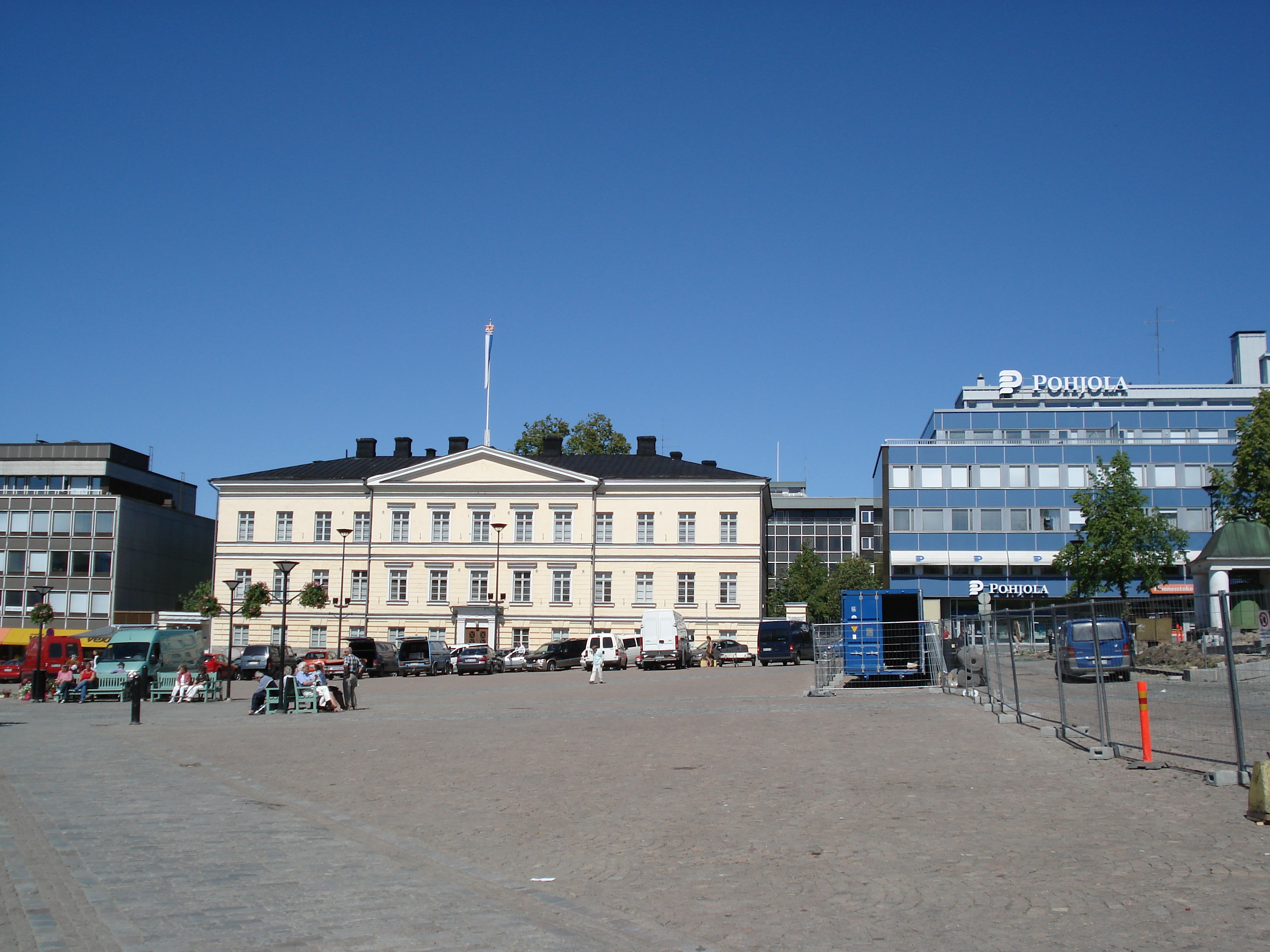
Ринкова площа в центрі міста

Станом на 1 січня 2015 року населення міста становило 68,02 тис. осіб. (14-е за величиною у Фінляндії).

## Адміністративно-територіальний поділ

Карта субпровінції Хямеенлінна (написи — російською мовою):
Хямеенлінна
Хаттула
Янаккала

До об'єднання з п'ятьма сусідніми муніципалітетами (до 1.1.2009) Гямеенлінна офіційно поділялась на 41 район:
| - Keskusta — Linnanniemi - Keskusta — Koilliskulma - Keskusta — Hämeensaari - Keskusta — Saaristenmäki - Keinusaari - Sairio - Myllymäki - Kauriala - Ahvenisto (Poltinaho) - Pullerinmäki (Tiiriö, Viisari, Rinkelinmäki) - Ojoinen | - Puistonmäki (Hakalanniemi) - Kirstula - Aulanko - Hätilä (Asemantaka) - Idänpää (Laaniitty) - Katinen - Katumajärvi - Kantola - Kankaantausta (Visamäki) / Kankaantaka - Miemala - Hattelmala | - Munakas - Luolaja - Voutila (Lakee, Jukola) - Loimalahti (Hirsimäki) - Majalahti - Vuorentaka (Lakee, Kurala) - Tiirinkoski - Pikku-Parola - Luhtiala - Ruununmylly (Kukostensyrjä, Papinniitty, Aulangontorpan alue) - Taka-Hätilä | - Hangasmäki - Kankainen - Mäskälä (Harvoilanmäki) - Kappola - Hakumäki - Vanaja - Käikälä (Tarvasmäki) - Harviala |

Села колишньої кунти Хаухо: Aikkola, Ajoranta, Alvettula, Apoo, Eteläinen, Hahkiala, Hakkala, Hankala, Hauhontausta, Heinäkangas, Hyvikkälä, Hyömäki, Ilmoila, Joki (Jokioinen), Juntula, Kalaila, Keso, Kirkonkylä, Kokkala, Kokkila, Kukkola, Kyttälä, Lautsia, Lehdesmäki, Lehtelä, Matkantaka, Miehoila, Mustila, Okerla, Pappila, Porras, Porsoo, Rukkoila, Saha, Sappee, Sotjala, Torvoila, Tuittula, Tuulimylly, Uusikylä, Vihavuosi, Villantila, Vitsiälä, Vuolijoki.
Села колишньої кунти Калвола: Ahlajärvi, Heinu, Hietajärvi, Hitumaa, Iittala, Kanajärvi, Kankaanpää, Kautio, Keikkala (Kalvolan entinen keskusta), Kotkajärvi, Kutila, Kutinen, Kuurila, Könnölä, Lintumaa, Niemi, Ohtinen, Ojajärvi, Orjanhirsi, Paakkonen, Sauvala, Saviniemi, Sittala, Sääksniemi, Taljala, Turkinmäki, Unonen, Rimmilä, Pirttikoski
Села колишньої кунти Ламмі: Arrankorpi, Evo, Hauhiala, Hietoinen (Mommila), Iso-Evo, Jahkola, Kataloinen, Kostila, Kuurikka, Kättärlä, Lampelto, Lieso, Montola, Mulkoila, Niipala, Oinen, Onnenvuori, Paakkola, Pakkasela, Palonen, Parikkala, Perinkää, Pienistö, Porraskoski, Rantonen, Riikonen, Ronni, Sankola, Syrjäntausta, Takaperä, Tanttila, Tommala, Vilkkilä, Vähä-Evo, Ylänne, Ylännäinen
Села колишньої кунти Ренко: Ahoinen, Asemi, Kaloinen, Kuittila, Lietsa, Muurila, Nevilä, Oinaala, Uusikylä, Vaimare, Vehmainen, Nummenkylä
Села колишньої кунти Туулос: Juttila, Karutta, Lakkola, Pohjoinen, Sairiala, Sydänmaa, Syrjäntaka, Teuro, Toivaala
З усіх муніципалітетів Фінляндії Гямеенлінна друга за кількістю літніх котеджів. На початку 2009 року їх було зареєстровано 7600.

## Транспорт

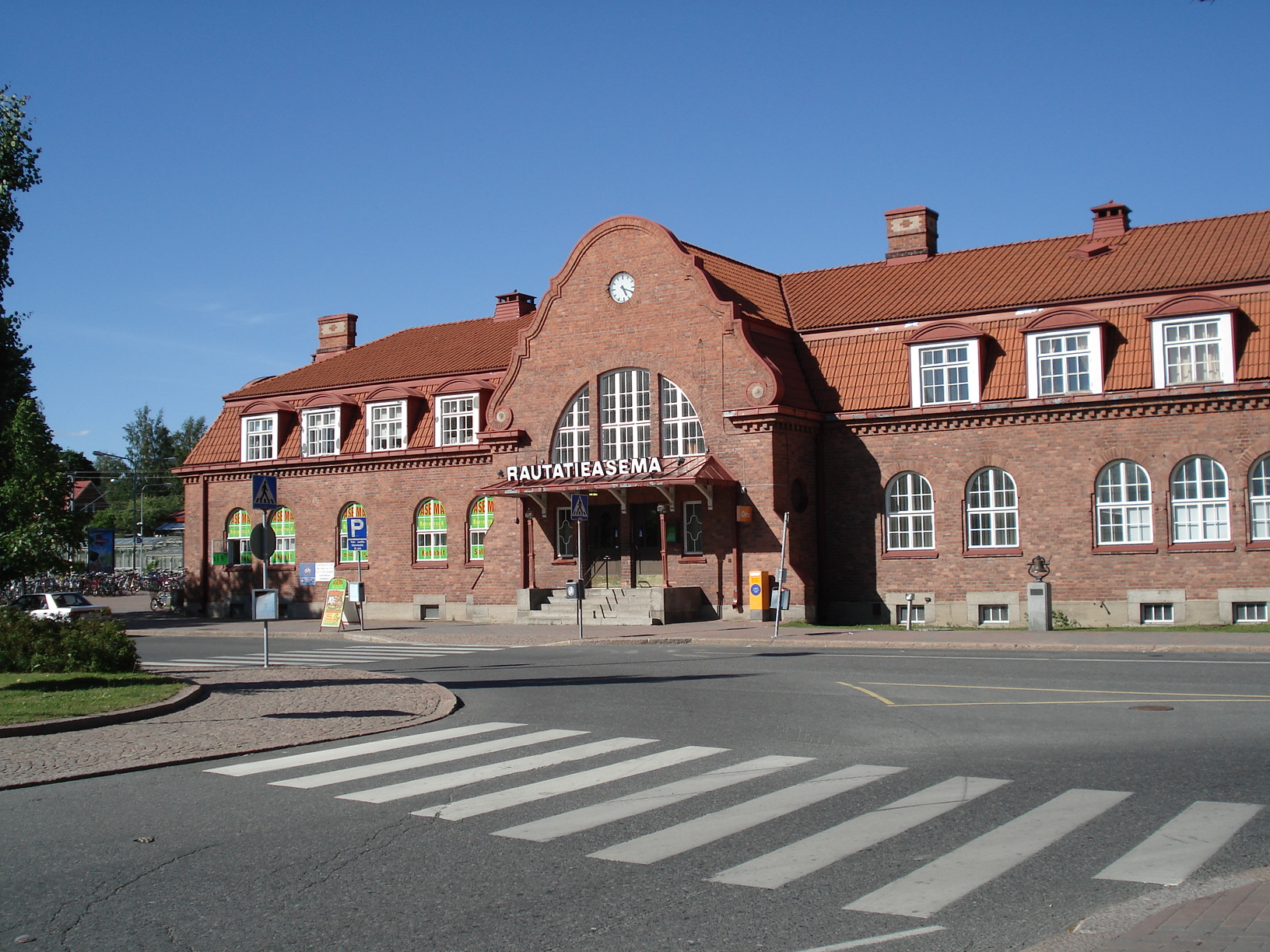
Залізнична станція (вокзал)

### Залізниця
Через місто проходить найстаріша залізниця Гельсінкі — Гямеенлінна — Тампере, збудована в 1862 році.

### Автошляхи
Через Гямеенлінна та його агломерацію прямує одна автострада (Гельсінкі — Гямеенлінна — Тампере, яка дублює залізницю), 3 регіональні (Турку — Ренко — Гямеенлінна — Туулос — Ювяскюля, Тампере — Хаухо — Туулос — Лахті, Гямеенлінна — Парола — Тампере) та багато районних.

## Визначні пам'ятки

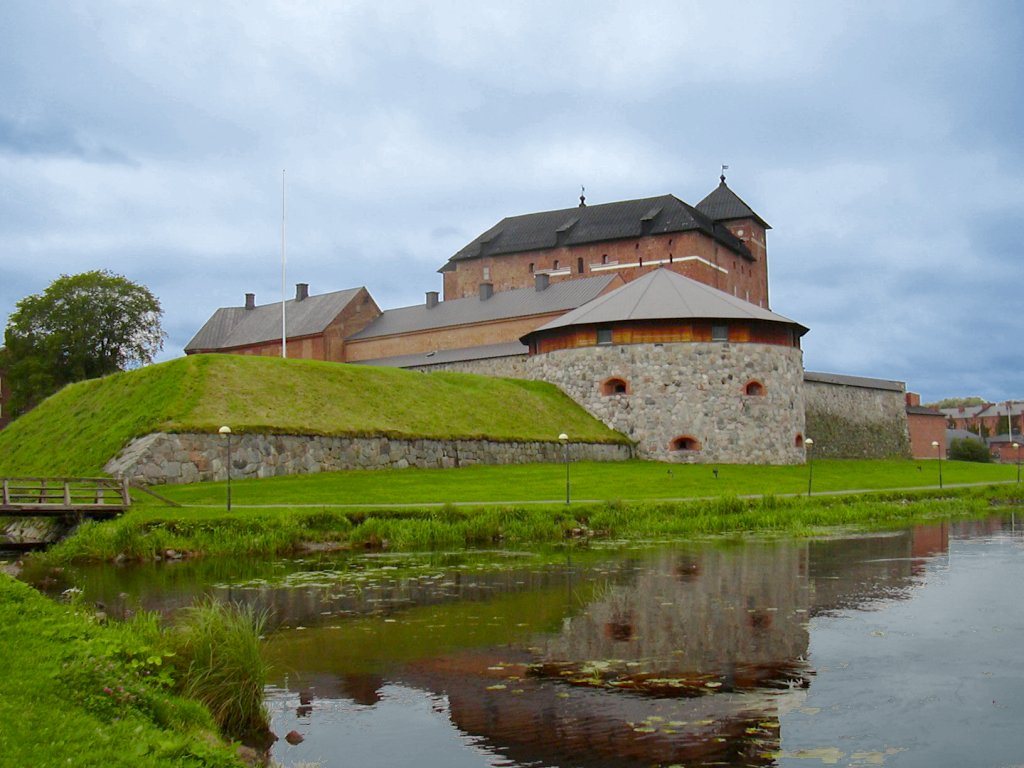
Фортеця Гяме

Фортеця Гяме — головна визначна пам'ятка міста. Це найпопулярніше місце відвідин туристів у Гямеенлінна. На території фортеці знаходяться кілька музеїв:
- Історичний музей міста Гямеенлінна
- Артилерійський музей Фінляндії. Серед його експонатів багато гармат російського виробництва: 6-дюймова облогова гармата зразка 1877 року, 6-дюймова облогова гармата зразка 1904, 42-лінійна гармата зразка 1877 року, 87 — мм польова легка гармата зразка 1877 року та інші.
- Тюремний музей.

На території фортеці щорічно проводиться середньовічний ярмарок, відзначається свято Івановаго дня та численні інші події в культурному житті міста.
Також в місті є:
- Будинок-музей Яна Сібеліуса
- Художній музей міста Гямеенлінна

## Уродженці
- Армас Лауніс (1884—1959) — фінський композитор, етномузикознавець, музичний педагог, письменник і журналіст.